# Унитарное государство
Унита́рное госуда́рство (от лат. unitas «единство») — форма государственного устройства, при которой государство не имеет в своём составе каких-либо государственных образований, обладающих элементами суверенности, а составляющие его административно-территориальные единицы (области, края, районы, губернии и тому подобное) подчиняются единым центральным органам власти.
На территории унитарного государства, как правило, действует единая конституция и существуют единые законодательные, судебные, денежные и налоговые системы. Большинство государств мира имеет унитарную форму государственного устройства. Такая форма особенно характерна для небольших стран, в которых нет множества различающихся регионов. Впрочем, существуют и крупные унитарные государства (Китай, Казахстан, Алжир, Саудовская Аравия, Индонезия).

## Типология унитарных государств

### По признаку централизации
Среди унитарных государств по признаку централизации выделяют государства следующих типов:
- Централизованные унитарные государства, в которых региональные органы возглавляются должностными лицами, назначаемыми из центра (КНДР, Казахстан, Узбекистан и др.)
- Децентрализованные унитарные государства, в которых региональные органы формируются независимо от центральных (Великобритания, Новая Зеландия, Япония, Индонезия, Испания, Италия и др.)
- Относительно децентрализованные унитарные государства, сочетающие местное самоуправление и централизованное государственное управление, проявляющееся в центральном административном контроле за деятельностью избираемых органов местного самоуправления (Франция, Швеция, Нидерланды и др.)[3][4].

### По признаку автономии
Унитарные государства также разделяют по наличию автономий в их составе:
- Простые унитарные государства, которые либо вообще не имеют административно-территориального деления в силу своей малой площади (например, Мальта, Бахрейн, Монако, Науру), либо делятся только на равнозначные административно-территориальные единицы (например, Алжир, Колумбия, Польша, Франция). При этом административно-территориальное деление может быть двух-, трёх-, и даже четырёхуровневым[3][4].
- Сложные унитарные государства, имеющие в своем составе одну или несколько автономий (например, Нахичеванская Автономная Республика в Азербайджане; Фарерские острова и Гренландия в составе Дании; Испания; автономные районы в Китае), имеющих некоторые атрибуты собственной государственности[3][4].
  - Национально-территориальная автономия — определённая часть унитарного государства в месте компактного проживания какой-либо народности, сложившаяся в силу исторических, географических или иных особенностей, которой передано право самостоятельно решать часть вопросов государственной важности. Например, возможность формирования своих высших органов власти, принимать свои законодательные акты, вводить национальный язык наравне с государственным (Дания, Китай, Узбекистан).
  - Экстерриториальная автономия — право самостоятельно решать часть вопросов государственной важности предоставлено этническим меньшинствам (например, в Словении таким правом пользуются итальянское и венгерское меньшинства, в Северной Македонии — албанское).

- Некоторые учёные выделяют отдельно также и так называемые регионалистские государства (Испания, Италия, Шри-Ланка, Папуа-Новая Гвинея) ввиду того, что они целиком состоят из автономных образований и фактически эволюционируют в федерацию[5][6].